# Starorimska civilizacija
Starorimska civilizacija je zgodovina razvoja antičnega Rima in njegove državne ureditve od leta 753 pr. n. št. do leta 1453 n. št. V tem obdobju se je država razvila iz primitivne naselbine v najobširnejšo vladavino svoje dobe in nato v množico manjših držav, iz katerih izhajajo današnja Evropa in sredozemske dežele.

## Legendarni nastanek
Po tradiciji je prvotno naselje načrtno ustanovil Romul dne 21. aprila leta 753 pr. n. št. Ta datum je določil zgodovinar Varon s pomočjo podatkov matematika Tarucija, ki jih je pridobil s preučitvijo horoskopa., Čeprav sta Cicero in Plutarh menila, da je postopek silno ekstravaganten, se je datum vključil v legendo. Arheološke najdbe vsekakor potrjujejo nastanek večjega naselja na tem ozemlju približno v tem obdobju.

## Kraljevina
Za vso dobo kraljevine, ki se je začela z Romulom, so podatki večinoma legendarni. Prvi štirje kralji so bili Latinci in Sabinci, nato so sledili trije Etruščani. Doba kraljevine je trajala 243 let.

## Republika
Doba republike ni več legenda, saj obstajajo številni arheološki dokazi. To je najuspešnejše obdobje rimske civilizacije, v katerem je država dosegla hegemonijo nad vsem Sredozemljem in je začela graditi zakonodajo, ki je bila podlaga za moderno pravosodje. Trajala je 478 let.

## Cesarstvo
To je obdobje največjega teritorialnega razmaha države in najvišje stopnje njene kulture, ki je trajalo 507 let. Večina arheoloških pričevanj je iz tega časa, saj so vsi rimski cesarji kar tekmovali v gradnji javnih poslopij in zasebnih vil. Politična dogajanja v cesarstvu, ki so bila stoletja podcenjena, se danes proučujejo in primerjajo z modernimi problematikami.
Leta 395 n. št. je cesar Teodozij I. umrl in nasledila sta ga sinova Honorij in Arkadij, ki sta prevzela administracijo vsak svoje polovice države, Honorij zahodne in Arkadij vzhodne. Ne Teodozij ne njegova sinova niso s tem nameravali deliti cesarstva, vendar so spori glede dejanske razmejitvene črte postavili v ospredje veliko razliko med kulturo, zgodovino in perspektivami njegove vzhodne in zahodne polovice. Razen tega je napredovanje germanskih ljudstev vzdolž Apeninskega polotoka, vključno z večkratnim plenjenjem Rima, prepričalo zahodnjake, da je cesarstvo pri koncu, vzhodnjake pa, da je samo njihova polovica Rimsko cesarstvo. Za uradni propad enotnega cesarstva velja leto 476, ko je germanski poveljnik Odoaker odstavil zadnjega rimskega cesarja Romula Avgustula ter njegovo krono izročil bizantinskemu cesarju, sam pa se je razglasil za kralja Italije.
S tem dobi pojem starorimske civilizacije negativni pomen, saj je zahodna polovica cesarstva, ki je obsegala evropske dežele, prešla v oskurantizem srednjega veka in izgubila vsako civilizacijo. Vzhodni del cesarstva z Bizancem na čelu se je izognil evropskemu propadanju in tako preživel še celo tisočletje, a ne spada več v starorimsko civilizacijo, temveč v bizantinsko.

## Srednji vek
Z odpravo centralne oblasti je po bivšem cesarstvu zavladala anarhija, kjer so se vsi borili proti vsem. Razpad državne organizacije je prekinil centralizirano upravo in prekomorsko trgovino, kar je najhuje zadelo osrednje predele države, medtem ko so se obrobne dežele bivšega cesarstva povrnile v življenje pred rimsko kolonizacijo. Zato se zgodovina srednjeveškega propadanje omejuje na dogajanja na Apeninskem polotoku, kjer so se v političnem smislu uveljavili nad množico državic predvsem Papeška država in Beneška republika, na jugu Sicilsko kraljestvo in Neapeljsko kraljestvo. Obdobje ne predstavlja konca ali izginotja starorimske civilizacije, temveč njeno zlitje z ostalimi evropskimi kulturami, predvsem z germansko. Zaključi se z nastopom novega veka (odkritje Amerike 1492) in renesanse.

## Družba
Cesarsko mesto Rim je bilo največje mestno središče v cesarstvu, po številu prebivalcev po ocenah od 450.000 do skoraj milijon. Javni prostori v Rimu so tako odmevali pod mnogimi kopiti in železnimi kolesi kočij, da je Julij Cezar nekoč predlagal prepoved prometa s kočijami čez dan. Zgodovinske ocene kažejo, da je približno 20 odstotkov prebivalstva pod pristojnostjo antičnega Rima (25–40 %, odvisno od uporabljenih standardov, v rimski Italiji), živelo v neštetih urbanih središčih z 10.000 prebivalci in več ter več vojaških naseljih z zelo visoko stopnjo urbanizacije po predindustrijskih standardih. Večina teh središč je imela forum, templje in druge stavbe, podobne rimskim. Povprečna pričakovana življenjska doba je bila približno 28 let.

### Pravo
Korenine pravnih načel in praks starih Rimljanov je mogoče zaslediti v Zakoniku dvanajstih plošč (Lex duodecim tabularum), ki so bile objavljene leta 449 pred našim štetjem in kodifikacijo zakona, ki jo je izdal ukaz cesarja Justinijana I. okoli leta 530. (glej Corpus Iuris Civilis). Rimsko pravo, ohranjeno v Justinijanovi kodifikaciji, se je nadaljevalo v Bizantinskem cesarstvu in je bilo osnova podobnih kodifikacij v celinski zahodni Evropi. Rimsko pravo se je v širšem smislu še naprej uporabljalo po vsej Evropi do konca 17. stoletja.
Glavne delitve prava antičnega Rima, ki jih vsebujejo Justinijana in Teodozijevi zakoni, so sestavljale Ius Civile, Ius Gentium in Ius Naturale. Ius Civile ('državljansko pravo') je bil skupni zakon, ki se je uporabljal za vse rimske državljane. Praetores Urbani (sg. Praetor Urbanus) so bili ljudje, ki so bili pristojni za primere vpletenih državljanov. Ius Gentium ('zakon narodov') je bil skupni zakon, ki se je uporabljal za tujce in njihov odnos z rimskimi državljani. Praetores Peregrini (sg. Praetor Peregrinus) so bili ljudje, ki so bili pristojni za primere, v katere so bili vpleteni državljani in tujci. Ius Naturale je obsegal naravno pravo, telo zakonov, ki so veljali za skupna vsem bitjem.

### Razredna struktura
Na rimsko družbo večinoma gledamo kot hierarhično, s sužnji (servi) na dnu, svobodnjaki (liberti) nad njimi in svobodno rojenimi državljani (cives) na vrhu. Svobodni državljani so bili tudi razdeljeni po razredih. Najširša in najzgodnejša delitev je bila med patriciji, ki so lahko zasledili svoje rod do enega od 100 patricijev ob ustanovitvi mesta in plebejci, ki tega niso mogli. V poznejši republiki je to postalo manj pomembno, saj so se nekatere plebejske družine obogatile in vstopile v politiko, nekatere patricijske družine pa so gospodarsko propadle. Kdorkoli, patricij ali plebejec, ki je lahko našel konzula kot svojega prednika, je bil plemenit (nobilis); moški, ki je bil prvi v svoji družini, ki je opravljal konzulstvo, na primer Marij ali Cicero, je bil znan kot novus homo ('novi človek') in je oplemenitil svoje potomce. Patricijsko rojstvo pa je še vedno imelo velik ugled in mnogi verski uradi so ostali omejeni na patricije.
Razredna struktura, ki je temeljila na vojaški službi, je postala pomembnejša. Članstvo v teh razredih so občasno določali cenzorji glede na lastnino. Najbogatejši je bil senatorski razred, ki je prevladoval v politiki in poveljevanju nad vojsko. Nato so prišli konjeniki (equites, včasih v prevodu 'vitezi'), prvotno tisti, ki so si lahko privoščili bojnega konja in so tvorili močan trgovski razred. Sledilo je več nadaljnjih razredov, ki so bili prvotno zasnovani na vojaški opremi, ki so si jo lahko privoščili pripadniki, s proletarii, državljani na dnu, ki sploh niso imeli lastnine. Pred Marijevimi reformami niso bili sposobni za vojaško službo in jih pogosto opisujejo kot nekaj nad osvobojenimi sužnji v bogastvu in prestižu.
Moč glasovanja v Republiki je bila odvisna od razreda. Državljani so bili vpisani v volilna 'plemena', toda plemena bogatejših razredov so imela manj članov kot revnejši, vsi proletarii pa so bili vpisani v eno pleme. Glasovanje je potekalo po vrstnem redu od zgoraj navzdol in se ustavilo takoj, ko je bila dosežena večina plemen, zato revnejši razredi pogosto niso mogli oddati svojega glasu.
Ženske so si delile nekaj osnovnih pravic s svojimi moškimi partnerji, vendar niso bile v celoti obravnavane kot državljanke in zato niso smele glasovati ali sodelovati v politiki. Hkrati so se postopno širile omejene pravice žensk (zaradi emancipacije) in ženske, ki so dosegle svobodo pred pater familias, si pridobile lastninske pravice in imele celo več sodnih pravic kot njihovi možje, vendar še vedno nobene volilne pravice in so bile izločene iz politike.
Zavezniška tuja mesta so pogosto dobila latinske pravice (latinsko ius Latii ali ius latinum), vmesno raven med polnopravnimi državljani in tujci (peregrini), ki so svojim državljanom dajala pravice po rimskem pravu in svojim vodilnim sodnikom dovolila, da postanejo polnopravni rimski državljani. Medtem ko so bile latinske pravice različnih stopenj, je bila glavna delitev med tistimi, ki so se cum suffragio ('z glasovanjem'; vpisali v rimsko pleme in lahko sodelovali v comita tributa) in sine suffragio ('brez glasovanja'; ni mogel biti del v rimske politike). Večina rimskih zaveznikov je dobila polno državljanstvo po zavezniški vojni 91–88 pr. n. št., polno rimsko državljanstvo pa je leta 212 Karakala razširil na vse moške, rojene v cesarstvu.

### Izobraževanje
V zgodnji Republiki ni bilo javnih šol, zato so fante brati in pisati učili starši ali izobraženi sužnji, imenovani paedagogi, običajno grškega izvora. Glavni cilj izobraževanja v tem obdobju je bil izučiti mlade v kmetijstvu, vojskovanju, rimskih tradicijah in javnih zadevah. Mladi fantje so se naučili veliko o državljanskem življenju s spremljanjem očetov na verske in politične funkcije, vključno s senatom za plemiške sinove. Ti sinovi so bili pri 16 letih vajenci za vidno politično osebnost in so z vojsko kampirali od 17. leta (ta sistem je bil še vedno v uporabi med nekaterimi plemiškimi družinami v cesarski dobi). Izobraževalne prakse so bile spremenjene po osvojitvi helenističnih kraljestev v 3. stoletju pred našim štetjem in posledično grškem vplivu, čeprav so se rimske izobraževalne prakse še vedno precej razlikovale od grških. Če so si jih starši lahko privoščili, so fante in nekatera dekleta, stara 7 let, poslali v zasebno šolo zunaj doma, imenovano ludus, kjer jih je učitelj (imenovan litterator ali magister ludi in pogosto grškega porekla) učil osnovnega branja, pisanja, aritmetike in včasih grščine do 11. leta.
Od 12. leta dalje so učenci hodili v srednje šole, kjer jih je učitelj (danes imenovan grammaticus) poučeval o grški in rimski literaturi. Pri 16 letih so nekateri učenci odšli v šolo retorike (kjer je bil učitelj, navadno grški, imenovan rhetor). Izobraževanje na tej ravni je učence pripravilo na pravno pot in zahtevalo, da si zapomnijo rimske zakone. Učenci so hodili v šolo vsak dan, razen v času verskih praznikov in tržnih dni. Bile so tudi poletne počitnice.

### Vlada
Sprva so Rimu vladali kralji, ki so bili izvoljeni od vseh glavnih rimskih plemen po vrsti. Natančna narava kraljeve moči je negotova. Morda je imel skoraj absolutno oblast ali pa je bil tudi zgolj izvršni organ senata in ljudstva (Senātus Populusque Rōmānus). Vsaj v vojaških zadevah je bila kraljeva oblast (Imperium) verjetno absolutna. Bil je tudi vodja državne vere. Poleg kraljeve oblasti so bili še trije upravni zbori: rimski senat, ki je deloval kot svetovalni organ kralja; Comitia Curiata, ki bi lahko podprla in ratificirala zakone, ki jih je predlagal kralj; in Comitia Calata, zbor duhovniškega kolegija, ki je lahko zbral ljudi, da bi bili priča o določenih dejanjih, poslušali oznanjevanja in razglasili praznik in praznični urnik za naslednji mesec.
Razredni boji rimske republike so povzročili nenavadno mešanico demokracije in oligarhije. Beseda republika izhaja iz latinskega res publica, kar dobesedno pomeni 'javna zadeva'. Rimske zakone je bilo tradicionalno mogoče sprejeti le z glasovanjem na ljudski skupščini (Comitia Tributa). Prav tako so morali kandidati za javne položaje kandidirati na volitvah. Vendar je rimski senat predstavljal oligarhično institucijo, ki je delovala kot svetovalno telo.
V Republiki je imel senat dejansko oblast (auctoritas), vendar nobene prave zakonodajne pristojnosti; tehnično je bil le svetovalni svet. Ker pa so bili senatorji posamezno zelo vplivni, je bilo težko doseči karkoli proti kolektivni volji senata. Cenzorji (Censura) so med izbranimi patriciji izbrali nove senatorje, ki bi lahko tudi odstranili senatorja s svojega urada, če bi ga našli 'moralno pokvarjenega'; obtožnica, ki bi lahko vključevala podkupovanje ali, kot je veljalo pod Katom starejšim, javno objemanje svoje žene. Pozneje so kvestorji v okviru reform diktatorja Sule postali avtomatično člani senata, čeprav večina njegovih reform ni preživela.
Republika ni imela ustaljene birokracije in je pobirala davke s prakso davčnega kmetovanja. Vladne položaje, kot so kvestor, edil ali prefekt, je financiral nosilec funkcije. Da noben državljan ne bi pridobil preveč moči, so bili vsako leto izvoljeni novi sodniki in so si morali deliti oblast s sodelavcem. Na primer, v normalnih pogojih sta najvišjo avtoriteto imela dva konzula. V nujnih primerih bi lahko imenovali začasnega diktatorja. Po vsej Republiki je bil upravni sistem večkrat revidiran, da bi izpolnil nove zahteve. Na koncu se je izkazalo za neučinkovito za nadzor nad vse bolj razširjeno prevlado Rima in prispevalo k ustanovitvi Rimskega cesarstva.
V zgodnjem cesarstvu se je ohranila republikanska oblika vladanja. Rimski cesar je bil predstavljen kot samo princeps ali 'prvi državljan', senat pa je dobil zakonodajno moč in vse pravne pristojnosti, ki so jih prej imele ljudske skupščine. Vendar je vladavina cesarjev postajala vse bolj avtokratska, zato se je senat spremenil v svetovalni organ, ki ga je imenoval cesar. Cesarstvo ni podedovalo ustaljene birokracije od republike, saj republika razen senata ni imela stalnih vladnih struktur. Cesar je imenoval pomočnike in svetovalce, vendar je državi primanjkovalo veliko institucij, kot je centralno načrtovani proračun. Nekateri zgodovinarji to navajajo kot pomemben razlog za propad Rimskega cesarstva.

### Vojska
Zgodnja rimska vojska (približno 500 pred našim štetjem) je bila, tako kot druge sodobne mestne države, na katere je vplivala grška civilizacija, državljanska militia, ki je izvajala taktiko hoplitov. Bila je majhna (število svobodnih moških vojaške starosti je bilo takrat približno 9000) in organizirana v petih razredih (vzporedno s comitia centuriata, političnim telesom državljanov), trem so zagotavljali hoplite in dva sta oskrbovala lahko pehoto. Zgodnja rimska vojska je bila taktično omejena in njena naloga v tem obdobju je bila v bistvu obrambna.
Rimljani so do 3. stoletja pred našim štetjem opustili hoplitno formacijo v prid prožnejšemu sistemu, v katerem bi lahko manjše skupine 120 (ali včasih 60) mož, imenovanih maniples, bolj samostojno manevrirale na bojišču. Trideset maniplov, razporejenih v treh linijah s podpornimi četami, je predstavljalo legijo, skupaj od 4000 do 5000 mož.
Zgodnja republikanska legija je bila sestavljena iz petih odsekov, od katerih je bil vsak opremljen drugače in je imel drugačna mesta v formaciji: tri linije težke pehote (hastati, principes in triarii), sile lahke pehote (velites) in konjenica (equites). Z novo organizacijo je prišla nova usmeritev v ofenzivo in veliko bolj agresivna drža do sosednjih mestnih držav.
Z nazivno polno močjo je zgodnja republikanska legija vključevala 4000 do 5000 mož: 3600 do 4800 težka pehota, nekaj sto lahka pehota in nekaj sto konjenikov. Legije so bile pogosto bistveno premajhne zaradi neuspeha pri zaposlovanju ali po obdobjih aktivne službe zaradi nesreč, bojnih žrtev, bolezni in opustošenja. Med državljansko vojno so bile Pompejeve legije na vzhodu v polni moči, ker so jih pred kratkim novačili, Cezarjeve legije pa so bile po dolgo aktivni službi v Galiji pogosto precej pod nominalno močjo. Ta vzorec velja tudi za pomožne sile.
Do poznega republikanskega obdobja je bil tipični legionar državljan lastnik-kmet iz podeželskega območja (adiduus), ki je služil za posebne (pogosto letne) akcije in je dobavljal svojo opremo in v primeru konjenik, lastnega konja. Do leta 200 pred našim štetjem je povprečni kmet (ki je preživel) lahko sodeloval v šestih ali sedmih akcijah. Osvobojeni in sužnji (ne glede na prebivališče) in meščani niso služili, razen v redkih nujnih primerih.
Po letu 200 pred našim štetjem so se gospodarske razmere na podeželju poslabšale, saj so se povečale potrebe po delovni sili, tako da se je premoženjska usposobljenost za služenje postopoma zniževala. Začetek z Gajem Marijem leta 107 pred našim štetjem so bili državljani brez premoženja in nekateri mestni prebivalci (proletarii) vključeni in opremljeni z opremo, čeprav večina legionarjev še vedno prihaja iz podeželskih območij. Služenje v vojski je postalo stalno in dolgo - do dvajset let, če so bile potrebne nujne razmere, šest ali sedem let je bilo najbolj značilno.
Z začetkom v 3. stoletju pred našim štetjem so legionarjem izplačevali stipendium (zneski so sporni, toda Cezar je slavno 'podvojil' plačila svojim četam na 225 denarijev na leto), lahko so pričakovali plen in donacije (razdelitev plena po poveljnikih) iz uspešnih akcij in začeli v času Marija ob upokojitvi pogosto deliti zemljišča. Konjenica in lahka pehota, pripojena legiji (auxilia), so bili pogosto rekrutirani na območjih, kjer je legija služila. Cezar je iz nedržavljanov v Čezalpski Galiji oblikoval V. legijo Alaudae, ki je služila v pohodih v Galijo. V času cesarja Avgusta je bil ideal državljan-vojak opuščen in legije so postale popolnoma profesionalne. Legionarji so prejeli 900 sestercev na leto in ob upokojitvi lahko pričakoval 12.000 sestercev.
Ob koncu državljanske vojne je Avgust reorganiziral rimske vojaške sile, razpustil vojake in razpustil legije. Obdržal je 28 legij, razporejenih po provincah cesarstva. V času Principata se je taktična organizacija vojske še naprej razvijala. Auxilia je ostala neodvisna kohorta in legionarske čete so pogosto delovale kot skupine kohorte in ne kot polne legije. Nova vsestranska vrsta enot – cohortes equitatae - je združila konjenico in legionarje v eno samo formacijo. Lahko so bili nameščeni v garnizonih ali na postojankah in so se lahko sami borili kot uravnotežene majhne sile ali se združevali z drugimi podobnimi enotami kot večje sile velikosti legije. To povečanje organizacijske prilagodljivosti je pripomoglo k dolgoročnemu uspehu rimskih vojaških sil.
Cesar Galien (253-268 n. št.) je začel reorganizacijo, ki je ustvarila zadnjo vojaško strukturo poznega cesarstva. Galien je z umikom nekaterih legionarjev iz stalnih baz na meji ustvaril mobilne sile (Comitatenses ali terenska vojska) in jih postavil za strateško rezervo in na oddaljenosti od meja. Obmejne čete (limitanei), nameščene na stanih bazah, so bile še naprej prva obrambna linija. Osnovna enota terenske vojske je bil polk, legiones ali auxilia za pehoto in vexellationes za konjenico. Dokazi kažejo, da je bila nominalna moč 1200 mož za pehotne polke in 600 za konjeniške, čeprav mnogi zapisi kažejo nižje dejanske številke vojaških enot (800 in 400).
Številni pehotni in konjeniški polki so delovali v parih pod poveljstvom comes. Terenske vojske so poleg rimskih čet vključile polke barbarov, ki so jih novačili iz zavezniških plemen in so bili znani kot foederati. Do leta 400 so polki foederatov postali stalno ustanovljene enote rimske vojske, ki jih je cesarstvo plačevalo in opremljalo, vodil jih je rimski tribun in se je uporabljal tako kot so se uporabljale rimske enote. Cesarstvo je poleg foederatov uporabljalo tudi skupine barbarov, da so se skupaj z legijami borili kot 'zavezniki' brez vključevanja v terensko vojsko. Pod poveljstvom prisotnih starejših rimskih generalov so jih na nižjih ravneh vodili njihovi častniki.
V zgodovini Rima se je vojaško vodstvo razvijalo. Pod monarhijo so hoplitne vojske vodili rimski kralji. Med zgodnjo in srednjo Rimsko republiko so bile vojaške sile pod poveljstvom enega izmed obeh izvoljenih konzulov leta. V poznejši Republiki so pripadniki rimske senatorske elite kot del običajnega zaporedja izvoljenih javnih funkcij, znanih kot cursus honorum, služili najprej kot kvestorji (pogosto postavljen kot namestniki terenskih poveljnikov), nato pa kot praetor. Najbolj nadarjenega, učinkovitega in zanesljivega podrejenega Juliju Cezarju v Galiji, Tita Labijena, je priporočil Pompej.
Po izteku mandata kot pretor ali konzul, je lahko senat imenoval senatorja kot propraetor ali proconsul (odvisno od najvišje funkcije, ki je bila prej) za upravljanje tuje pokrajine. Več mlajših oficirjev (le do stopnje centuriona) so izbrali njihovi poveljniki iz svojih strank ali tisti, ki so jih priporočili politični zavezniki med senatorsko elito.
Pod Avgustom, katerega najpomembnejša politična prednostna naloga je bila, da se vojska postavi pod stalno in enotno poveljstvo, je bil cesar zakoniti poveljnik vsake legije, vendar je ta ukaz izvajal prek legatusa (legata), ki ga je imenoval iz senatorske elite. V provinci z eno samo legijo je legat poveljeval legiji (legatus legionis) in je služil tudi kot deželni glavar, v provinci z več kot eno legijo pa je vsaki legiji poveljeval legat, legatom pa poveljeval deželni glavar (tudi legat, vendar višjega ranga).
V kasnejših fazah cesarskega obdobja (začenši morda z Dioklecijanom) je bil avgustovski model opuščen. Deželnim glavarjem so bile odvzete vojaške oblasti, poveljstvo nad vojskami v skupini provinc pa je dobil general (duces), ki ga je imenoval cesar. To niso bili več pripadniki rimske elite, ampak moški, ki so prišli skozi napredovanje in z veliko praktičnega vojskovanja. Z vse večjo pogostostjo so ti moški poskušali (včasih uspešno) uzurpirati položaje cesarjev, ki so jih imenovali. Zmanjševanje virov, vse večji politični kaos in državljanska vojna so Zahodno cesarstvo na koncu pustili ranljivo za napade in prevzem sosednjih barbarskih narodov.
O rimski mornarici je znano manj kot o rimski vojski. Pred sredino 3. stoletja pred našim štetjem so uradniki, znani kot duumviri navales, poveljevali floti dvajsetih ladij, ki se je uporabljala predvsem za nadzor piratstva. Ta flota je bila izdana leta 278 n. št. in so jo nadomestile zavezniške sile. Prva punska vojna je od Rima zahtevala, da zgradi veliko floto in to v veliki meri s pomočjo in financiranjem zaveznikov. To zanašanje na zaveznike se je nadaljevalo do konca Rimske republike. Quinquereme je bila glavna bojna ladja na obeh straneh punskih vojn in je ostala osnova rimskih mornariških sil, dokler jih čas cezarja Avgusta ni nadomestil z lažjimi in bolj manevrirnimi plovili.
V primerjavi s triero je quinquereme dovoljevala uporabo mešanice izkušenih in neizkušenih posadk (prednost predvsem za kopenske moči), njena manjša gibčnost pa je Rimljanom omogočila, da sprejmejo in izpopolnijo taktiko vkrcavanja s četo približno 40 marincev namesto ovna. Ladji je poveljeval navarch, čin, enak centuriju, ki običajno ni bil državljan. V floti naj bi prevladovali nerimljani, mornarica je bila nerimska in ji je bilo v času miru dovoljeno atrofirati.
Podatki kažejo, da je rimsko mornarico do poznega cesarstva (350 n. št.) sestavljalo več flot, vključno z vojaškimi ladjami in trgovskimi plovili za prevoz in oskrbo. Vojaške ladje so bile jadralne galeje s tri do pet vrstami vesel. Baze flote so bila pristanišča, kot so Ravena, Arles, Akvileja, Misenum in ustje reke Somme na zahodu ter Aleksandrija in Rodos na vzhodu. Flotilje majhnih rečnih plovil ((classes ) so bile v tem obdobju del limitanei (obmejne čete), ki so temeljile na utrjenih rečnih pristaniščih ob Renu in Donavi. Da so ugledni generali poveljevali tako vojski kot floti, nakazujejo, da so mornariške sile obravnavali kot pomožno vojsko in ne kot samostojno službo. Podrobnosti strukture poveljstva in moči flote v tem obdobju niso dobro znane, čeprav so floti poveljevali prefekti.

### Družina
Osnovne enote rimske družbe so bila gospodinjstva in družine. Gospodinjstva so vključevala glavo (običajno oče) gospodinjstva, pater familias (družinski oče), njegovo ženo, otroke in druge sorodnike. V zgornjih slojih so bili del gospodinjstva tudi sužnji in hlapci. Moč vodje gospodinjstva je bila najvišja (patria potestas, 'očetovska oblast') nad tistimi, ki so živeli z njim: lahko je prisilil poroko (običajno za denar) in se ločil, svoje otroke prodal v suženjstvo, uveljavljal premoženje vzdrževancev kot svoje lastno in celo imel pravico kaznovati ali ubijati družinske člane (čeprav se je ta zadnja pravica očitno prenehala uresničevati po 1. stoletju pred našim štetjem).
Patria potestas se je celo razširila nad odrasle sinove z lastnimi gospodinjstvi: človek ni veljal za paterfamilias, prav tako ni mogel zares posedovati, medtem ko je živel njegov lastni oče. V zgodnjem obdobju zgodovine Rima je hči, ko se je poročila, padla pod nadzor (manus) paterfamilias moškega gospodinjstva, čeprav v pozni Republiki to ni bilo moderno, saj se je ženska lahko odločila, da jo bo še naprej prepoznala očetova družina kot njena prava družina. Ker so Rimljani sorodstvo šteli po moški liniji, so njeni otroci pripadali moževi družini.
Rimskim otrokom se je izkazovalo malo naklonjenosti. Mati ali starejši sorodnik je pogosto vzgajal tako fante kot dekleta. Neželene otroke so pogosto prodali kot sužnje. Otroci so družino morda čakali pri mizah, vendar v pogovoru niso mogli sodelovati.
V plemiških družinah je grška varuška otroke navadno učila latinsko in grško. Njihov oče je fante učil plavanja in jahanja, čeprav je včasih najel sužnja, da jih je tega učil. Pri sedmih je fant začel šolanje. Ker ni bilo šolske stavbe, je pouk potekal na strehi (če je bilo temno, je moral fant v šolo nositi svetilko). Voščene plošče so bile uporabljene kot papir, papirus in pergament sta bila predraga - ali pa je lahko pisal v pesek. Prinesli so tudi štruco kruha, ki jo je bilo treba pojesti.
Skupine povezanih gospodinjstev so tvorile družino (gens). Družine so temeljile na krvnih zvezah ali posvojitvah, bila pa so tudi politična in gospodarska zavezništva. Zlasti v času Rimske republike je nekaj močnih družin ali Gentes Maiores, prišlo do prevlade v političnem življenju.
V antičnem Rimu so poroko pogosto obravnavali bolj kot finančno in politično zavezništvo in ne kot romantično združenje, zlasti v višjih slojih. Očetje so običajno začeli iskati moža za hčerko, ko je ta dosegle starost med dvanajst in štirinajst let. Mož je bil običajno starejši od neveste. Medtem ko so se dekleta višjega razreda poročila zelo mlada, obstajajo dokazi, da so se ženske nižjega razreda pogosto poročile v poznih najstniških ali zgodnjih 20-ih.

## Kultura
Življenje v starem Rimu se je vrtelo okoli mesta Rim na sedmih gričih. Mesto je imelo ogromno število monumentalnih struktur, kot so Kolosej, Trajanov forum in Panteon. V njem so bila gledališča, telovadnice, tržnice, funkcionalna kanalizacija, kopališča s knjižnicami in trgovinami ter vodnjaki s svežo pitno vodo, ki so jih oskrbovali stotine kilometrov akvaduktov. Na celotnem ozemlju pod nadzorom antičnega Rima se je stanovanjska arhitektura gibala od skromnih hiš do podeželskih vil.
V glavnem mestu Rimu so bile na elegantnem Palatinskem griču cesarske rezidence, od koder izhaja beseda palace. Nizki plebejski in srednji konjeniški razredi so živeli v središču mesta, v stanovanjskih blokih ali Insulae, ki so bila skoraj kot sodobni geto. Ta območja, ki so jih lastniki nepremičnin višjega razreda zgradili za najem, so bila pogosto osredotočena na collegia ali taberna. Ti ljudje, ki jim je bila zagotovljena brezplačna oskrba z žitom in so se zabavali z gladiatorskimi igrami, so bili vpisani med stranke patricijev višjega razreda, katerih pomoč so iskali in katerih interese so podprli.

### Jezik
Domači jezik Rimljanov je bil latinščina, italski jezik, katerega slovnica se ne zanaša na vrstni red besed, pač pa pomen izraža skozi sistem končnic, pritaknjenih h korenom besed. Njegova abeceda je temeljila na etruščanski abecedi, ki je temeljila na grški abecedi. Čeprav je preživela latinska literatura skoraj v celoti sestavljena iz klasične latinščine, umetnega in zelo stiliziranega in poliranega literarnega jezika iz 1. stoletja pred našim štetjem, je bil govorjeni jezik rimskega cesarstva ljudska latinščina, ki se je bistveno razlikovala od klasične latinščine po slovnici in besedišču ter sčasoma v izgovorjavi. Govorci latinščine so lahko razumeli oba do 7. stoletja, ko se je govorjena latinščina začela toliko razhajati, da se je bilo treba 'klasično' ali 'dobro latinščino' naučiti kot drugi jezik.
Medtem ko je latinščina ostala glavni pisni jezik Rimskega cesarstva, je grščina postala jezik, ki ga je govorila dobro izobražena elita, saj je bila večina literature, ki so jo preučevali Rimljani, napisana v grščini. V vzhodni polovici Rimskega cesarstva, ki je kasneje postalo Bizantinsko cesarstvo, latinščina ni mogla nadomestiti grščine, po Justinijanovi smrti pa je grščina postala uradni jezik bizantinske vlade.  Širitev Rimskega cesarstva je latinščino razširila po vsej Evropi, vulgarna latinščina pa se je razvila v narečja na različnih lokacijah in se postopoma preusmerila v številne različne romanske jezike.

### Religija
Arhaična rimska religija, vsaj glede bogov, ni bila sestavljena iz pisnih pripovedi, temveč iz zapletenih medsebojnih odnosov med bogovi in ljudmi. Za razliko od grške mitologije, bogovi niso bili poosebljeni, temveč so bili nejasno opredeljeni sveti duhovi, imenovani numina ('božanskost'). Rimljani so tudi verjeli, da ima vsak človek, kraj ali stvar svoj genius ali božansko dušo. V času Rimske republike je bila rimska vera organizirana po strogem sistemu duhovniških uradov, ki so jih imeli možje senatorskih rangov. Papeški kolegij je bil najvišje telo v tej hierarhiji in njegov glavni duhovnik Pontifex maximus je bil vodja državne vere. Svečeniki (flamen) so skrbeli za kulte različnih bogov, medtem ko so avgurji zaupali, da bodo prevzeli razlago znamenj iz opazovanega vedenja ptic. Kralj svetega (Rex Sacrorum) je prevzel verske odgovornosti odpuščenih kraljev. V rimskem cesarstvu so bili cesarji poveličani , in cesarski kult je postajal vse bolj viden.
Ko se je stik z Grki povečeval, so se stari rimski bogovi vse bolj povezovali z grškimi bogovi. Tako je Jupiter postal enako božanstvo kot Zevs, Mars se je povezal z Aresom, Neptun pa s Pozejdonom. Rimski bogovi so prevzeli tudi atribute in mitologije teh grških bogov. V času cesarstva so Rimljani absorbirali mitologije osvojenih tem, kar je pogosto vodilo v situacije, v katerih so templji in duhovniki tradicionalnih italijanskih božanstev obstajali drug ob drugem s tujimi bogovi.
S cesarjem Neronom v 1. stoletju našega štetja je bila rimska uradna politika do krščanstva negativna, na v nekem trenutku so kristjane lahko kaznovali s smrtjo. Pri cesarju Dioklecijanu je pregon kristjanov dosegel vrhunec. Vendar je postala uradno podprta religija v rimski državi pod Dioklecijanovim naslednikom Konstantinom I. s podpisom Milanskega edikta leta 313 in je hitro postala prevladujoča. Vse religije, razen krščanstva, so bile leta 391 z ediktom cesarja Teodozija I. prepovedane.

### Etika in morala
Tako kot mnoge starodavne kulture so se tudi pojmi etike in morale zelo razlikovali na več pomembnih načinov. Ker so bile starodavne civilizacije, kot je rimska, nenehno ogrožene z napadi roparskih plemen, je bila njihova kultura nujno militaristična in so bile borilne veščine cenjen atribut. Medtem ko sodobne družbe sočutje cenijo kot vrlino, je rimska družba sočutje štela za moralno hibo. Rimljani so cenili vrline, kot so pogum in prepričanje (virtus), občutek dolžnosti do ljudi, zmernost in izogibanje presežku (moderatio), odpuščanje in razumevanje (clementia), poštenost (severitas) in zvestoba (pietas).
V nasprotju s priljubljenimi opisi je tudi rimska družba imela uveljavljene in omejujoče norme, povezane s spolnostjo, čeprav je tako kot v mnogih družbah levji delež odgovornosti padel na ženske. Ženske so na splošno pričakovale monogamnost, a so v življenju imele samo enega moža (univira), čeprav je to veliko manj veljalo za elito, zlasti v cesarstvu. Od žensk se je pričakovalo, da se bodo v javnosti skromno izogibale provokativnemu nastopanju in izkazovale popolno zvestobo svojim možem (pudicitia). Dejansko je bilo nošenje tančice pričakovanje, da ohrani skromnost. Seks zunaj zakonske zveze je bil pri moških in ženskah na splošno neodobravan in je bil v obdobju cesarjev dejansko nezakonit. Kljub temu se je na prostitucijo gledalo povsem drugače in je bila dejansko sprejeta in urejena praksa.

### Umetnost, glasba in literatura
Rimski slikarski slogi kažejo grške vplive, ohranjeni primeri so predvsem freske, ki so se uporabljale za okrasitev sten in stropov podeželskih vil, čeprav rimska literatura vključuje omembe slik na lesu, slonovini in drugih materialih. V Pompejih je bilo najdenih več primerov rimskega slikarstva in umetnostni zgodovinarji zgodovino rimskega slikarstva delijo na štiri obdobja. Prvi slog rimskega slikarstva se je izvajal od zgodnjega 2. stoletja pred našim štetjem do zgodnjega ali srede 1. stoletja pred našim štetjem. V glavnem je bilo sestavljeno iz imitacij marmorja in zidanja, čeprav včasih vključuje tudi upodobitve mitoloških likov.
Drugi slog rimskega slikarstva se je začel v začetku 1. stoletja pred našim štetjem in je poskušal prikazati realno tridimenzionalne arhitekturne značilnosti in pokrajino. Tretji slog se je pojavil v času Avgustove vladavine (27. pr. n. št. - 14 n. št.) in je zavrnil realizem drugega sloga v prid preprostega okrasja. Majhen arhitekturni prizor, krajina ali abstraktna zasnova je bila postavljena v sredino z enobarvnim ozadjem. Četrti slog, ki se je začel v 1. stoletju našega štetja, je prikazal prizore iz mitologije, obenem pa obdržal arhitekturne podrobnosti in abstraktne vzorce.
Portretna skulptura je uporabila mladostne in klasične proporce, ki so se kasneje razvili v mešanico realizma in idealizma. V obdobju nervansko-antoninske rodbine in severske rodbine sta postajala priljubljena okrasa dlaka in brada, z globokim rezanjem in vrtanjem. Napredek je bil narejen tudi v reliefnih skulpturah, ki po navadi prikazujejo rimske zmage.
Grški avtorji so od začetka močno vplivali na rimsko književnost. Nekatera najstarejša dela so zgodovinski epi, ki pripovedujejo zgodnjo vojaško zgodovino Rima. Ko se je Republika širila, so avtorji začeli ustvarjati poezijo, komedije, zgodovino in tragedije.
Rimska glasba je v veliki meri temeljila na grški in je igrala pomembno vlogo v mnogih vidikih rimskega življenja. V rimski vojski so z glasbenimi inštrumenti, kot sta tuba (dolga trobenta) ali cornu (podobno kot francoski rog), dajali različne ukaze, bucina (morda trobenta ali rog) in lituus (verjetno podolgovat inštrument v obliki črke J) sta bila uporabljena ob svečanostih. Glasbo so uporabljali v amfiteatrih in odei. V teh primerih je znano, da so imeli hydraulis (vrsta vodnih orgel).
Večina verskih obredov je imela glasbene predstave, z tibiae (dvojne cevi) pri žrtvovanjih, cimbalami in tamburini pri orgastičnih kultih ter ropotuljami in hvalnicami v celotnem spektru. Nekateri glasbeni zgodovinarji menijo, da se je glasba uporabljala na skoraj vseh javnih slovesnostih. Glasbeni zgodovinarji niso prepričani ali so rimski glasbeniki pomembno prispevali k teoriji ali praksi glasbe.
Grafiti, slike in skulpture, ki jih najdemo v Pompejih in Herkulaneju kažejo, da so Rimljani imeli kulturo, nasičeno s seksom.

## Tehnologija
Rimljani se lahko pohvalijo z impresivnimi tehnološkimi podvigi, saj je uporabili velik del izumov, ki so se izgubili v srednjem veku in bili ponovno ovrednoteni do 19. in 20. stoletja. Primer tega je izolacijsko steklo, ki je bilo ponovno izumljeno šele v 1930-ih. Številne praktične rimske inovacije so bile sprejete iz prejšnjih grških modelov. Napredek je bil pogosto razdeljen in je temeljil na obrti. Obrtniki so tehnologije varovali kot poslovne skrivnosti.
Rimski gradbeni in vojaški inženiring sta predstavljala velik del tehnološke superiornosti in zapuščine Rima ter prispevala k gradnji več sto cest, mostov, akvaduktov, kopališč, gledališč in amfiteatrov. Številni spomeniki, kot so Kolosej, Pont du Gard in Panteon, ostajajo kot dokaz o rimskem inženiringu in kulturi.
Rimljani so bili znani po svoji arhitekturi, ki je z grškimi tradicijami združena v 'klasično arhitekturo'. Čeprav se je od grške arhitekture zelo razlikovala, si je Rim Grčijo močno sposodil, češ da se je držala strogih, oblikovalskih načrtov in razmerij. Razen dveh novih vrst stebrov, kompozitnih in toskanskih ter kupole, ki je izhajala iz etruščanskega loka, je Rim do konca Republike poznal razmeroma malo arhitekturnih novosti.
V 1. stoletju pred našim štetjem so Rimljani začeli široko uporabljati beton. Beton je bil izumljen v poznem 3. stoletju pred našim štetjem. To je bil močan beton, pridobljen iz vulkanskega prahu imenovanega pozolana in je kmalu izpodrinil marmor kot glavni rimski gradbeni material ter omogočil veliko drznih arhitekturnih oblik. V 1. stoletju pred našim štetjem je Vitruvij napisal De architectura, morda prvi celoten traktat o arhitekturi v zgodovini. V poznem 1. stoletju pred našim štetjem je Rim začel uporabljati steklopihaštvo kmalu po izumu v Siriji okoli leta 50 pr. n. št. Mozaiki so cesarstvo prevzeli potem ko so bili odkriti vzorci med akcijami Lucija Kornelija Sule v Grčiji.
Rimljani so v veliki meri gradili tudi z lesom, kar je povzročilo hiter propad gozdov, ki so obdajali Rim in večji del Apeninskih gora. Prvi dokazi o trgovanju z lesom na daljavo so iz odkritja lesenih desk, posekanih med letoma 40 in 60 n. št., ki prihajajo iz gorovja Jure na severovzhodu Francije in so končale več kot 1055 milj daleč, v temeljih razkošnega portika, ki je bil del velike bogate patricijske vile, v osrednjem Rimu. Predlagajo, da je les, dolg približno 4 metre, prišel v Rim po reki Tiberi z ladjami, ki so potovale po Sredozemskem morju od sotočja rek Saône in Rone v današnjem mestu Lyonu v sodobni Franciji.
S trdnimi temelji in dobro drenažo so bile rimske ceste znane po svoji vzdržljivosti in številni odseki rimskega cestnega sistema so bili še vedno v uporabi tisoč let po padcu Rimskega cesarstva. Gradnja obsežne in učinkovite potovalne mreže po celotnem cesarstvu je močno povečala moč in vpliv Rima. Omogočale so, da so se rimske legije hitro premestile, s predvidljivimi prehodi med ključnimi točkami cesarstva, ne glede na sezono. Te ceste so imele tudi ogromen gospodarski pomen, saj so utrdile vlogo Rima kot trgovskega križišča - izvor izreka vse ceste vodijo v Rim. Rimska vlada je ohranila sistem potnih postaj, znan kot cursus publicus, ki so oskrbovale kurirje v rednih presledkih po cestah in vzpostavile sistem konjskih zamenjav, ki je omogočal odpošiljanje do 80 km na dan.
Rimljani so zgradili številne akvadukte za oskrbo z vodo v mestih in industrijskih krajih ter za pomoč pri njihovem kmetijstvu. Do 3. stoletja je mesto Rim oskrbovalo 11 akvaduktov v skupni dolžini 450 km. Večina akvaduktov je bila zgrajena pod površjem, le majhni deli nad tlemi podprti z loki. Včasih, ko je bilo treba prečkati doline, globlje od 500 m, so se za prenos vode po dolini uporabljali obrnjeni sifoni.
Rimljani so dosegli tudi velik napredek pri sanitarijah. Rimljani so bili še posebej znani po javnih kopališčih, imenovanih terme, ki so jih uporabljali tako v higienske kot družabne namene. V mnogih rimskih hišah so bile sanitarije na splakovanje in vodo iz pipe, za odtok pa kanalizacijo. Za odvoz odpadkov v reko Tibero je bil uporabljen zapleten kanalizacijski sistem Cloaca Maxima.
Nekateri zgodovinarji domnevajo, da so svinčene cevi v kanalizacijskih in vodovodnih sistemih povzročile široko zastrupitev s svincem, kar je prispevalo k upadu natalitete in splošnemu razpadu rimske družbe, ki je vodil do padca Rimskega cesarstva. Vsebnost svinca je bila zmanjšana, ker pretoka vode iz akvaduktov ni bilo mogoče izklopiti; neprekinjeno je tekla skozi javne in zasebne odtoke v kanalizacijo, saj je bilo v uporabi le nekaj pip. Tudi drugi avtorji so nasprotovali tej teoriji in poudarili, da so bile rimske cevi za vodo debelo obložene z nanosi, ki bi preprečevali, da bi se svinec izločal v vodo.